# Club Deportivo Toluca (Santander)
Il Club Deportivo Toluca è stata una squadra spagnola di calcio con sede a Santander. Il club ha disputato una stagione nella terza serie spagnola.

## Storia
Il club venne fondato nel 1952 come Paredón Vista Alegre da Emilio Ruiz Alciturri: assunse poi la denominazione Club Deportivo Toluca a partire dalla stagione 1959-1960 su suggerimento dell'ex calciatore Fernando García Lorenzo, che in quel periodo stava allenando i ben più noti messicani del Toluca.
Il club riuscì ad ingaggiare molte vecchie glorie madridiste grazie alla intermediazione di Antonio Alonso "Tacoronte", fratello del calciatore Marquitos.
Nel 1970 ottenne l'accesso alla Tercera División: il club venne inserito nel Gruppo I, e pur rinforzato da giocatori di esperienza come le ex furie rosse Enrique Mateos, Pedro Casado e Félix Ruiz, ottenne il diciottesimo posto finale, retrocedendo così nella quarta serie iberica. 
Dopo alcuni anni nelle divisioni inferiori spagnole, il club chiuse i battenti nel 1984.